# Дом Сироткина (Верхне-Волжская набережная)
Дом Сиро́ткина с ро́списью плафо́нов — памятник градостроительства и архитектуры федерального значения в историческом центре Нижнего Новгорода. Построен в 1913—1916 годах. Дом-особняк стал первой самостоятельной работой архитекторов братьев Весниных, впоследствии всемирно известных зодчих, лидеров советского авангарда.
До революции особняк был главным домом усадьбы купца Дмитрия Васильевича Сироткина. Изначально уже строился как музейное здание, которое владелец после смерти желал передать в дар Нижнему Новгороду. В настоящее время является одним из корпусов Нижегородского государственного художественного музея — отдел зарубежного искусства.
Особняк — яркий пример неоклассического направления ретроспективизма. По своим высоким художественным качествам является одним из значительных произведений предреволюционной русской архитектуры. По мнению искусствоведов Селима Хан-Магомедова, Михаила Ильина и доктора архитектуры Ольги Орельской — одно из лучших произведений русского неоклассицизма.

## История

### Предыстория

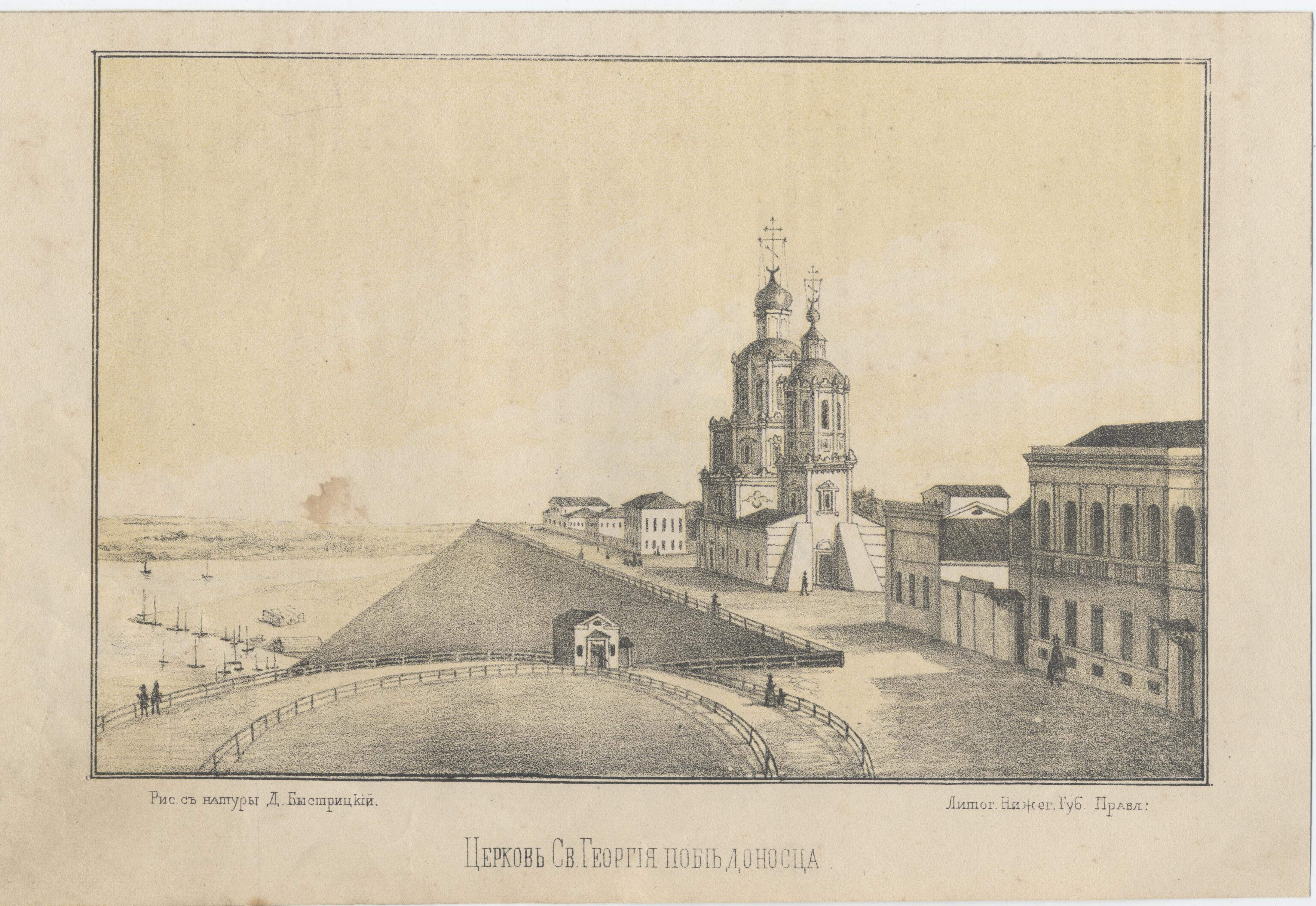
Застройка вокруг Георгиевской церкви. Литография Д. Я. Быстрицкого 1850-х годов

Квартал, в котором в начале XX века расположилась усадьба Д. В. Сироткина, начал складываться по распоряжению императора Николая I, посетившего Нижний Новгород в 1836 году. Согласно планам застройки, территория отводилась под строительство нового здания губернских присутственных мест, которые в тот момент располагались в Кремле в бывшем доме вице-губернатора (1786—1788). Здание пришло в ветхое состояние и уже не вмещало многочисленные отделения, составлявшие губернское правление. Резервирование участка под строительство было закреплено генеральным планом Нижнего Новгорода 1839 года.
Строительство новых присутственных мест было только частью обширных планов по преобразованию города, осуществление которых проводилось в 1830—1850-х годах, по велению императора. Для успешного воплощения в жизнь задуманного была учреждена должность городового архитектора Нижнего Новгорода, которую в сентябре 1836 года занял архитектор Георг Иванович Кизеветтер. Одной из первых задач для него стало проектирование губернских и уездных присутственных мест на верхней набережной, рядом с Георгиевской церковью. 13 сентября архитектор докладывал губернатору М. П. Бутурлину, что уже составлен эскиз здания. Дорогостоящий проект несколько раз отклонялся Николаем I. Весной 1839 года проект всё же был утверждён, однако в казне не находилось средств на работы, и территория квартала долгое время оставалась незастроенной.

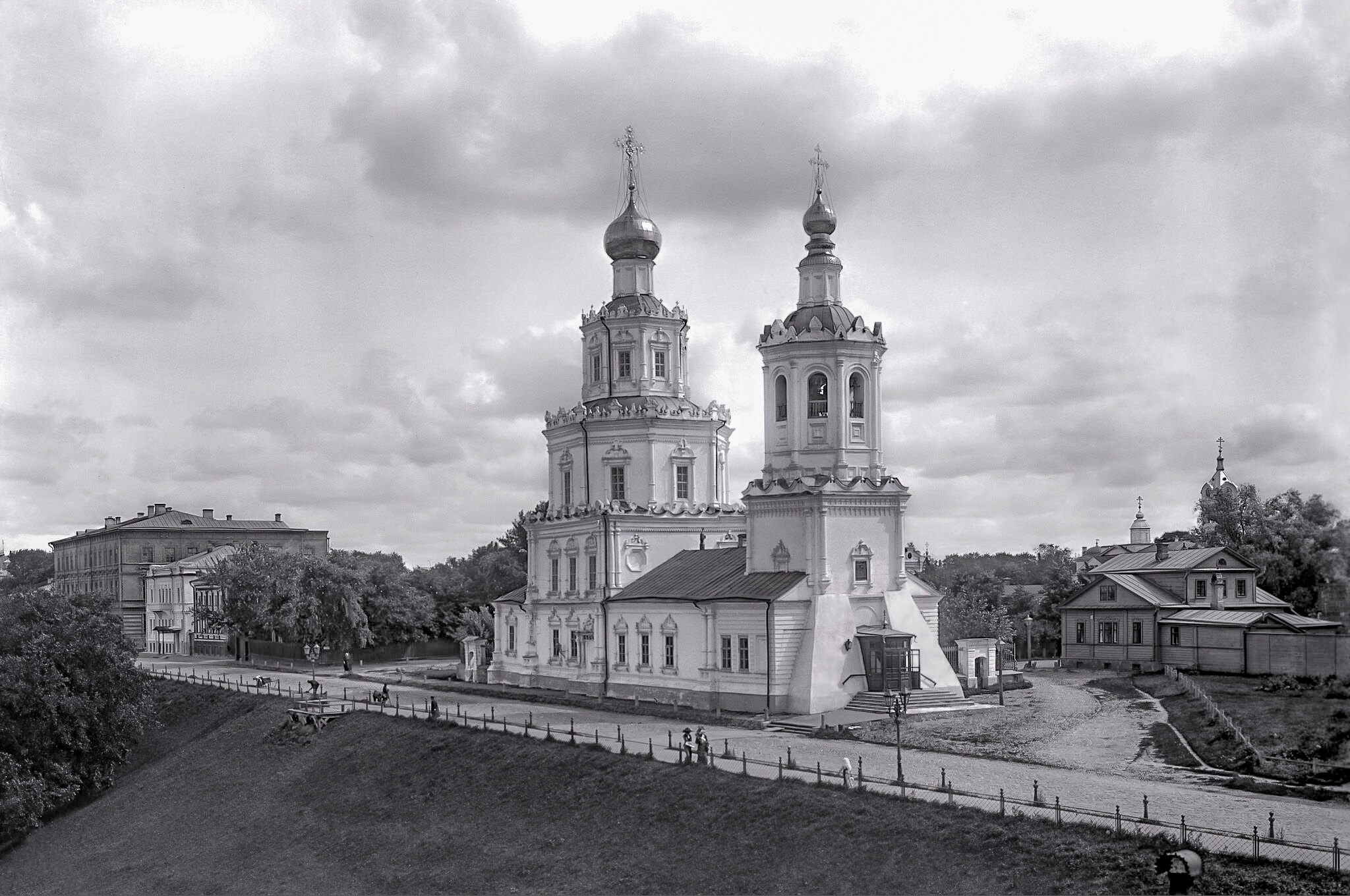
Застройка вокруг Георгиевской церкви. 1900-е годы. Слева от церкви видны старый усадебный сад и дом Араповской, дом Гущиной и будущее здание Нижегородской радиолаборатории

В январе 1845 года был утверждён типовой проект присутственных мест для губернских городов, разосланный в руководства всех губерний. Уже в 1851 году по поручению губернатора М. А. Урусова губернский архитектор Афанасий Турмышев провёл изучение чертежей Кизеветтера и типового проекта и пришёл к выводу, что местность, запроектированная в 1839 году, слишком мала для возведения типового здания. Расширение участка требовало уничтожения Приказного переулка (современный проход с улицы Минина на набережную между жилым домом № 8 и зданием бывшего кинотеатра им. Минина) и выкупа земельных участков в смежном квартале. Однако особой потребности в новом здании на тот момент уже не было, так как присутственные места частично разместились в корпусе верхнебазарных лавок. В 1853 году по решению императора Александра II строительство было отложено.
1 декабря 1860 года император разрешил продажу участков в квартале частным лицам. Квартал разделили на пять домовладений и продали под застройку. Первыми владельцами стали нижегородские купцы Иван Дурбажев, Николай Белильников, Яков Везломцев, купчиха Пелагея Котельникова и мещанин Дмитрий Гвоздарёв. Угловой участок на пересечении Жуковской улицы (современная Минина) и Георгиевской площади перешёл к купцу Дурбажеву, который в 1865 году выстроил здесь каменный двухэтажный дом. Соседний участок Везломцева вскоре тоже перешёл к Дурбажеву, и таким образом вся восточная сторона Георгиевской площади была занята одним домовладением. Впоследствии усадьба переходила к Муфтилеву, Араповской, пока в конце 1912 года её не выкупил нижегородский купец Дмитрий Васильевич Сироткин.

### Усадьба Д. В. Сироткина
Дмитрий Васильевич Сироткин (1864—1953) — нижегородский купец-пароходчик, один из богатейших и влиятельнейших горожан начала XX века. Начав карьеру с удачной женитьбы на дочери нижегородского пароходчика, Сироткин из полунищего лодочника стал миллионером, владельцем Волжского буксирного флота, судостроителем, изобретателем нефтеналивной баржи, городским головой Нижнего Новгорода (1913—1917). Принадлежал к ревностным старообрядцам, издавал журнал «Церковь», избирался епископом старообрядческой церкви. Являлся крупным меценатом и благотворителем своего времени. Вместе с писателем Максимом Горьким открыл на Миллионной улице известный клуб «Столбы» для бедноты.
Выкупленный участок не предназначался для постоянного проживания. Изначально Д. В. Сироткин предполагал выстроить здесь дом с целью последующего размещения в нём музея. Сам Сироткин проживал в деревянном оштукатуренном особняке на Ильинской улице. Выбор места будущего строительства был не случаен. В конце 1896 года на имя Василия Ивановича Сироткина — отца Дмитрия Васильевича — был приобретён каменный дом мещанки Марии Гущиной, находившийся по соседству и сохранившийся до настоящего времени под № 4 по Верхне-Волжской набережной. Сам Д. В. Сироткин выкупил в квартале соседний участок с каменным домом у Добронравовой. Таким образом, во владении Сироткиных оказалась обширная усадьба между современными Верхне-Волжской набережной и улицей Минина.
В июне 1913 года городская управа утвердила «проект на постройку особняка нижегородского 1-й гильдии купца Дмитрия Васильевича Сироткина на углу Верхне-Волжской набережной и Георгиевской площади в 1-й Кремлёвской части г. Нижнего Новгорода». Строительство было начато 14 августа 1913 года и закончено 15 ноября 1916 года. Старый каменный дом был разобран. Проект нового особняка разрабатывали молодые архитекторы братья А. А. Веснин, Л. А. Веснин и В. А. Веснин. Леонид Веснин закончил Академию художеств летом 1909 года, а Виктор и Александр получили диплом Института гражданских инженеров в 1912 году. Особняк Сироткина стал первой самостоятельной работой зодчих. Осуществлять надзор за строительством Сироткин пригласил петербургского инженера-архитектора Семёна Антиповича Новикова, впоследствии работавшего нижегородским губернским инженером и главным архитектором города Горького.

### Последующая история
После революции 1917 года усадьба Сироткина была экспроприирована и перешла в ведение города. Строения использовались под жильё и размещение городской администрации. В 1924 году главный дом усадьбы, по распоряжению Горисполкома, был передан Главнауке для размещения художественного отдела Нижегородского объединённого музея.
С тех пор здание ремонтировалось несколько раз. В 1930-е годы к юго-западной части флигеля пристроено одноэтажное строение, в котором расположились реставрационные мастерские музея. В 1968 году над пристройкой возведён павильон, до уровня венчающего карниза флигеля, предназначавшийся для экспозиции одной картины (так называемый Зал Маковского). В те же годы на месте снесённой Георгиевской церкви была выстроена гостиница «Россия», с постройкой которой образовался глухой переулок между Жуковской улицей и набережной. Дом Д. В. Сироткина оказался в замкнутом пространстве городской застройки.
К 1992 году здание находилось в неудовлетворительном состоянии. Бесконтрольная хозяйственная деятельность оказала негативное влияние на первоначальный архитектурный облик усадебного дома. К октябрю 1993 года по решению дирекции музея постоянная экспозиция и фонды были вывезены из здания для проведения реставрационных работ.
В 2001 году, в нарушение охранных зон, нижегородская фирма «Промстрой и К» начала возведение элитного жилого комплекса с подземным гаражом «Дом в Музейном квартале» (арх. В. Бандаков, В. Коваленко, А. Дехтяр) рядом с памятником. Стройка началась с беспрецедентным нарушением законодательства: у застройщика не было разрешения на строительство, а проект нового здания был отклонён государственной экспертизой. Тем не менее, фирма начала работы, и при разработке мёрзлого грунта клин-бабой возникла сильная вибрация, от которой по фундаменту дома Сироткина пошли трещины, а граница котлована, вырытого под подземную стоянку, прошла в полутора метрах от фундамента особняка. В результате был искажён внешний вид памятника архитектуры.
В 2007 году были проведены капитальный ремонт и реставрация дома.

## Архитектура

### Проект

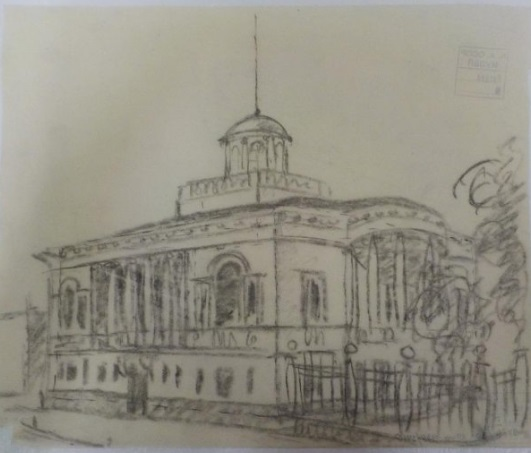
Эскиз одного из первых вариантов проекта особняка (1913)

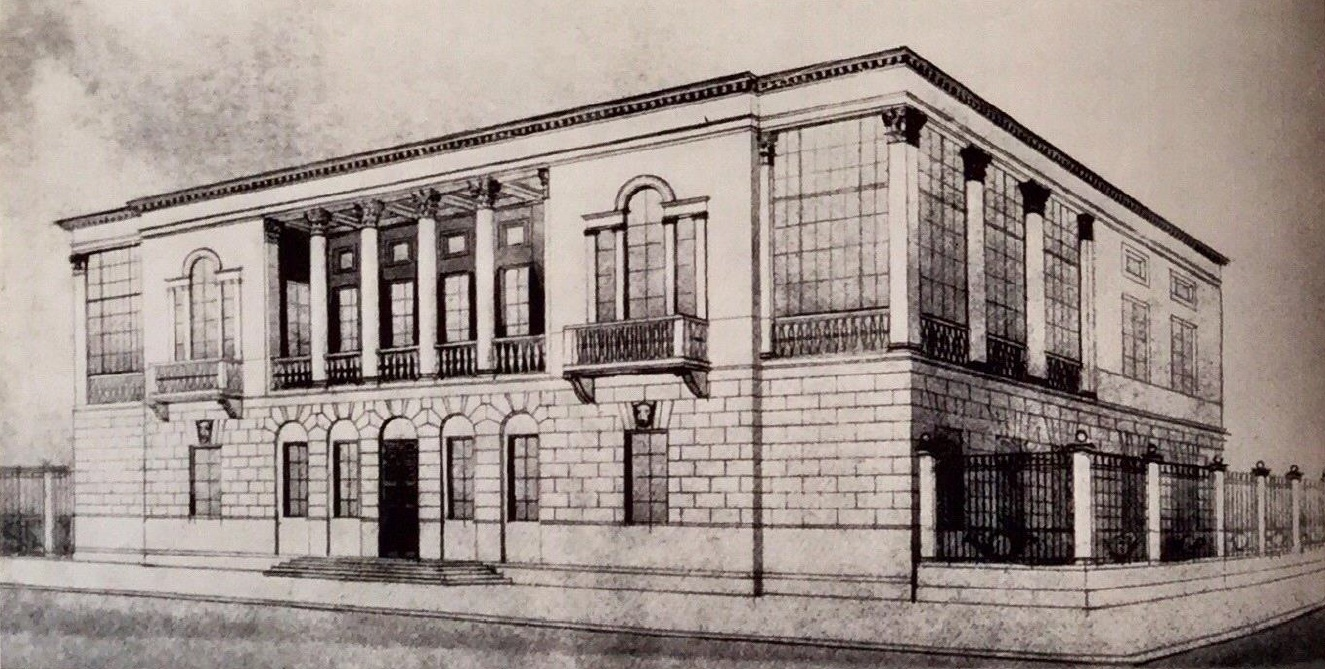
Первый вариант фасада с застеклёнными лоджеттами (1914)

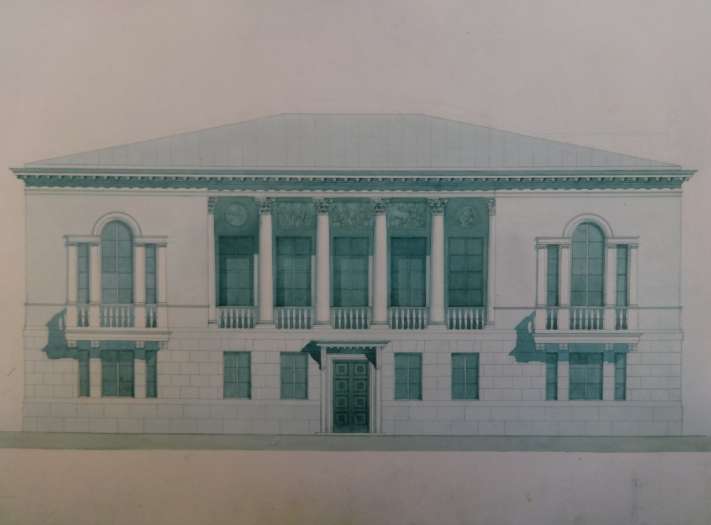
Фотокопия второго варианта фасада, изменённого в ходе строительства (1914)

По воспоминаниям Весниных, Д. В. Сироткин оказался сложным заказчиком, так как поставил перед архитекторами несколько условий, которые трудно сочетались друг с другом. В одной из статей в 1937 году В. А. Веснин писал: «Вы, — говорил он, — постройте такой дом, чтобы после моей смерти он мог быть музеем, но квартира, в которой я буду жить, чтоб была деревянной…», и добавлял: «Сироткин решил сделать в кабинете звёздное небо… приказал поставить „агромадные“ звёзды из лучшего червонного золота». В проекте здания авторам приходилось не в ущерб архитектуре воплощать пожелания заказчика, в которых переплетались взгляды прогрессивного человека своего времени и типичные купеческие вкусы.
Образ особняка, предположительно, был продиктован самим заказчиком. Поскольку здание изначально проектировалось как музей, то за программный стиль был взят характерный для 1910-х годов русский неоклассицизм, ориентировавшийся на русский классицизм конца XVIII — начала XIX веков и образцы итальянского ренессанса. Чертежи дома имеют подписи Леонида и Виктора Весниных. Подписи Александра на них нет, так как он занимался художественной росписью в доме. Планы несколько отличаются от выстроенного здания: со стороны западного фасада на них отсутствует полуротонда, вместо неё был указан слабораскрепованный ризалит. Пластика фасада была усилена полуротондой по предложению заказчика.
Большое воздействие на проектирование особняка оказала поездка Александра и Виктора Весниных в Италию зимой 1913—1914 годов, где архитекторы посещали музеи и осматривали памятники архитектуры. По воспоминаниям Виктора, большое количество времени братья посвятили знакомству с творчеством Палладио. Произведения последнего произвели сильное впечатление на Александра и помогли ему лучше понять природу русского классицизма. По мнению Селима Хан-Магомедова, поездка оказала большое влияние на восприятие зодчими классицистической архитектуры, помогла преодолеть «академическую сухость» их ордерных композиций и приступить к созданию такого произведения, в котором видна «живая классика», — дома Сироткина.
Первый вариант особняка, составленный в 1914 году, уже предполагал расположение в центре симметричного парадного фасада глубокой лоджии, фланкированной серлианами (в натуре были выполнены просто окна, без балконов). Также предполагалась бо́льшая кубатура, так как боковые части планировалось выстроить в виде остеклённых лоджетт. Решение окон первого этажа имитировало «конструкцию с прямой перемычкой, разгруженной рустованной аркой». По мнению искусствоведа Ильи Печёнкина, первый вариант проекта особняка подражал дому Тарасова архитектора Ивана Жолтовского, однако воздействие выразилось не столько в экстерьере, сколько в оформлении внутренних помещений, где центральная роль была отведена монументально-декоративной живописи в стиле Высокого Возрождения. Данный вариант проекта был отвергнут, поскольку сплошное остекление лоджетт по углам придавало зданию современный вид, дисгармонировавший с классическими деталями, в частности пышным коринфским ордером фасада, который в процессе строительства был заменён на более скромный — ионический.
На одном из эскизов особняк венчал характерный для московского ампира бельведер, отсутствовавший в более ранних вариантах. Однако он не был выстроен. Отказ от строительства бельведера предположительно был вызван экономией, характерной для периода Первой мировой войны (1914—1918). Этой же причиной объясняется отказ и от других запроектированных декоративных элементов: богатой отделки парадного зала, где проектировались декорирование стен пилястрами и полуколоннами коринфского ордера; декоративных рельефов в лоджии на главном фасаде; кованой металлической решётки, ограждающей сад с восточной стороны усадьбы.

### Планировка
Планировка здания основана на симметричной схеме с анфиладным расположением парадных залов. При этом она испытала косвенное влияние предшествующего стиля начала XX века — модерна: симметрия прослеживается только в центральной части здания со стороны главного фасада. Самое крупное помещение по центральной оси расположено на втором этаже — изначально зал-гостиная. Из этого зала можно было попасть на лоджию, с которой открывался вид на Волгу. С левой стороны от зала проектировалась столовая, с правой — кабинет владельца. К кабинету со стороны дворового и бокового фасадов примыкали личные покои владельцев — две спальни, разделённые раздвижной перегородкой, будуар и туалетные комнаты. Окна спален должны были выходить на Георгиевскую площадь. Дальние комнаты, обращённые окнами во двор, проектировались для прислуги. Кухня размещалась в отдельном дворовом пристрое и соединялась с особняком небольшим переходом. Помещения первого этажа отводились под входной вестибюль, библиотеку с примыкающей бильярдной, контору, комнаты ручного труда, комнаты прислуги и кладовые.

### Экстерьер

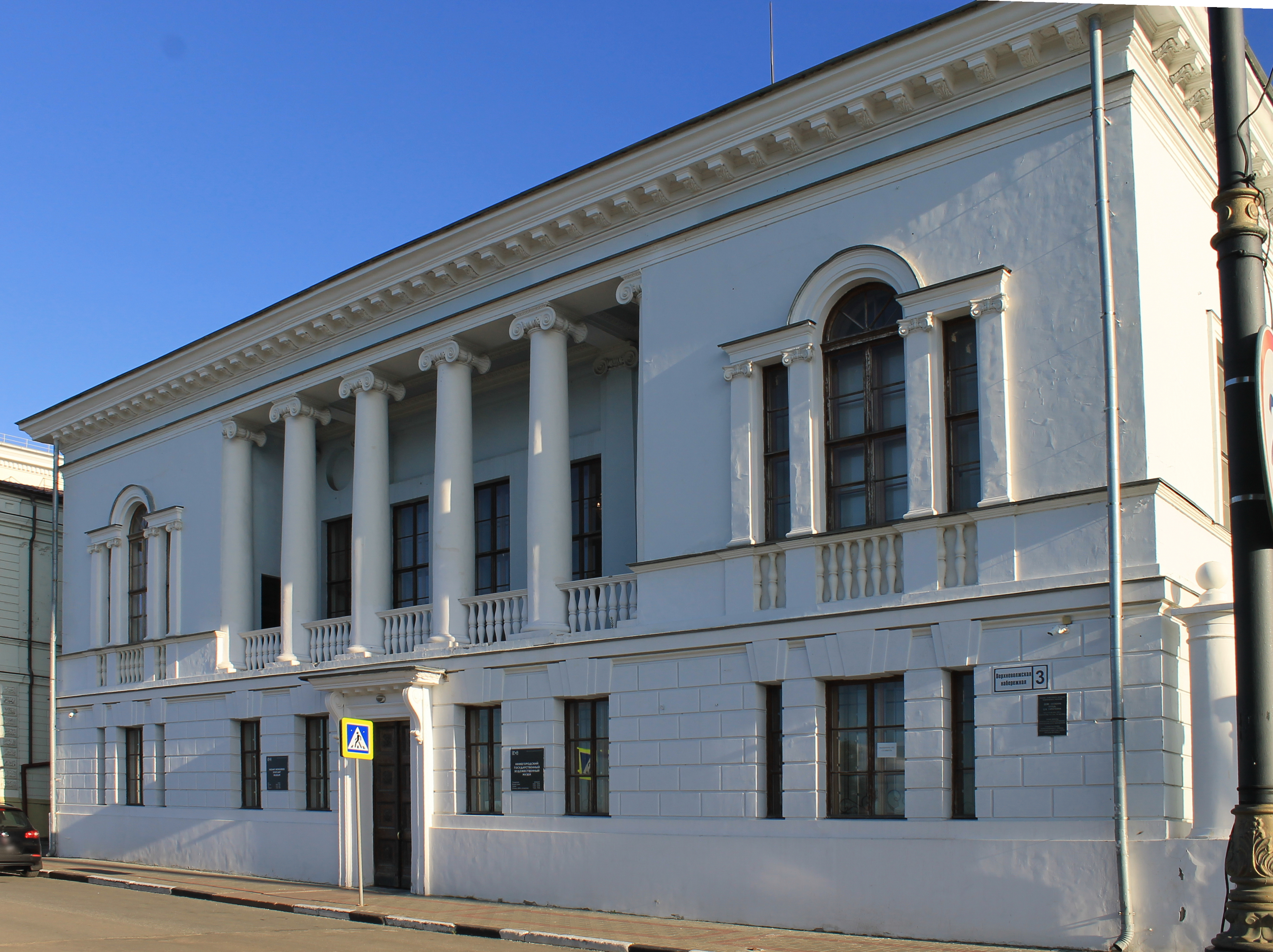
Главный фасад

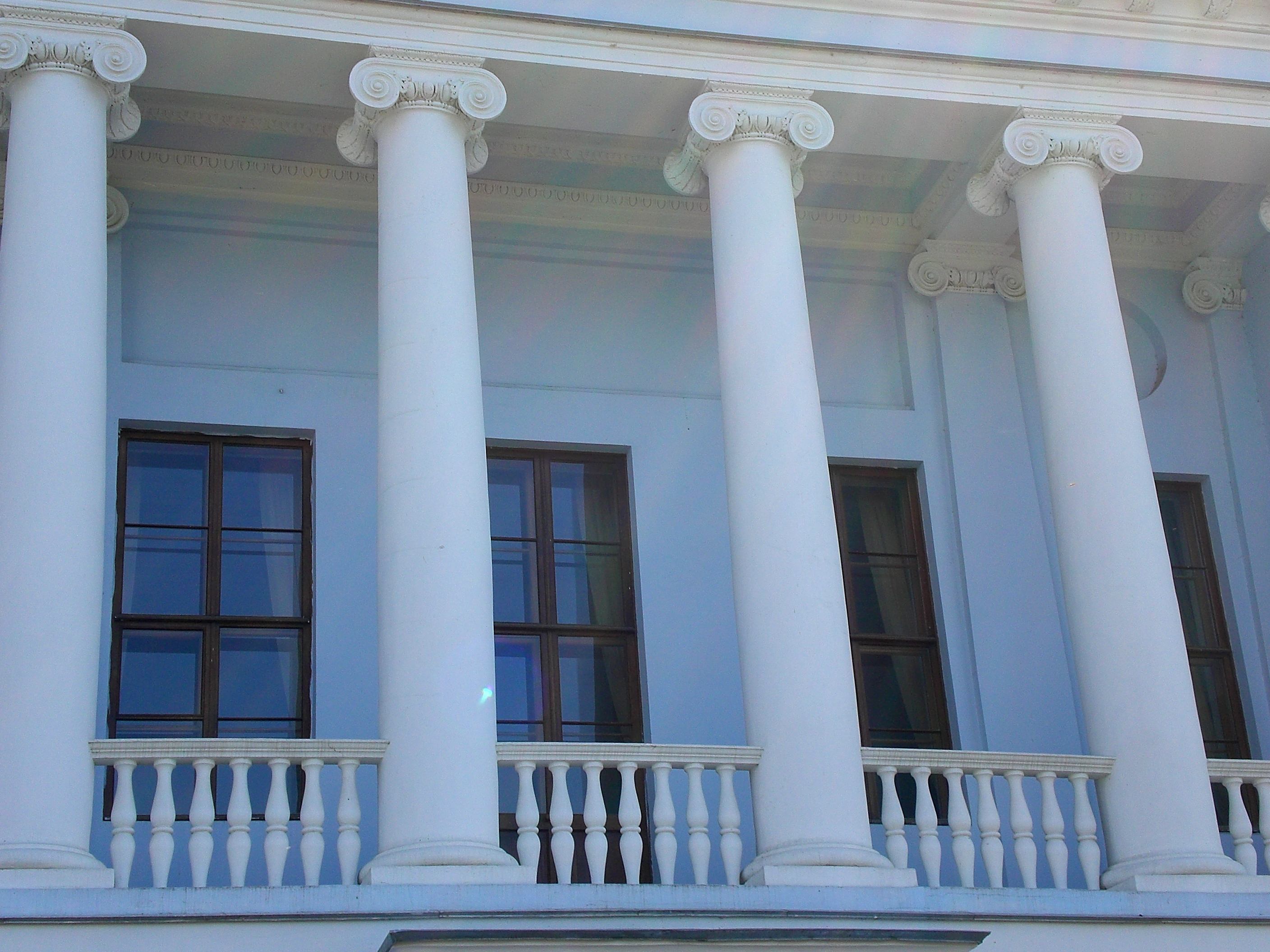
Ниша-лоджия с колоннами и полуколоннами ионического ордера

Фасады особняка в целом сохранили исторический облик. Прямоугольный в плане объём перекрыт вальмовой кровлей. Подкровельный профилированный карниз, поддерживаемый модульонами с акантовыми листьями, между которыми расположены цветочные розетки, опоясывает здание по всему периметру. Под карнизом расположен подчёркнутый горизонтальным карнизиком фриз, украшенный декором в виде лепнины. По всему периметру проходит профилированный междуэтажный карниз. Тонкий карниз имеется и под окнами второго этажа. Первый этаж по всем фасадам рустован «под крупную кирпичную кладку».
Главный фасад имеет семь световых осей. По оси симметрии главного фасада расположен парадный вход с высокой двустворчатой, филёнчатой дубовой дверью. Края филёнок двери обработаны орнаментом. В центре каждой филёнки расположен квадрат с круглой розеткой в виде цветка. Над дверным проёмом расположен прямой профилированный сандрик, поддерживаемый по сторонам кронштейнами. На втором этаже главного фасада имеется заглублённая ниша-лоджия, украшенная четырьмя колоннами и двумя крайними полуколоннами ионического ордера. На плоскости стены за колоннами установлены плоские пилястры с ионическими капителями. Ограждение лоджии составляет ряд балясин. Над крайними окнами в лоджии имеются круглые розетки-ниши. Окна второго этажа выше, чем первого. Сохранился оригинальный переплёт оконных заполнений.
Первая и седьмая световые оси по главному фасаду на втором этаже выполнены в виде «венецианских окон»: они трёхчастные, с подчёркнутым центральным проёмом с полуциркулярным завершением и двумя узкими прямоугольными окнами с обеих сторон от центрального. Над полуциркулярным окном расположен архитрав, над боковым узкими частями — прямые сандрики. В нишах под «венецианскими» окнами установлены балясины. Узкие простенки, а также обрамление оконных проёмов справа и слева, украшены пилястрами с рисунком в виде ионических капителей. В первом этаже трёхчастные окна не имеют обрамлений в виде пилястр, а центральное окно не имеет полуциркулярного завершения. Над всеми тремя проёмами установлены клинчатые замковые камни.
Боковой фасад, обращённый в сторону Музейного переулка, по оси симметрии имеет полукруглую в плане ионическую полуротонду (мотив, совершенно исчезнувший в позднем классицизме и возрождённый Весниными), которая во втором этаже украшена четырьмя объёмными колоннами и двумя полуколоннами. Между колоннами установлено ограждение с перилами и балясинами. Первый этаж ротонды рустован, имеет пять окон и отдельный вход. Отмечается, что полуротонда окончательно связала архитектурное решение особняка с традициями русского усадебного классицизма.
На дворовом фасаде основного объёма расположен полукруглый эркер, подчёркивающий расположение парадной лестницы по оси симметрии. Во втором этаже эркер имеет три световых проёма, расположенных между ионическими колоннами. Симметрия дворового фасада нарушена служебной пристройкой. Окна в его правой части у́же, чем в левой.

### Интерьеры
В интерьерах комнат, залов и служебных помещений особняка также использованы классицистические приёмы архитектуры. В вестибюле при главном входе установлены гранитный пол, гранитные ступени, две мраморные колонны тосканского ордера. Подоконники выполнены из белого мрамора. Во всех помещениях сохранились дубовые филёнчатые двери с латунными ручками, дубовые оконные рамы с медными задвижками и рисунками, дубовые подоконники. В помещениях первого этажа восстановлены профилированные карнизы с лепниной и потолочные розетки для люстр в виде позолоченных акантовых листьев.
В парадных залах вдоль главного фасада особый интерес представляют: геометрический рисунок гранёных позолоченных филёнок на потолке (центральный зал), дубовый паркет с геометрическим рисунком, плафоны с росписями, мраморный камин (каминный зал), полуколонны коринфского ордера в венецианских тройных окнах с золочёными капителями. В бывшем кабинете сохранился синий кессонированный потолок с золочёным геометрическим орнаментом, по рисунку напоминающий цветы. В небольшом зале перед выходом на балкон полуротонды в 2008 году была обнаружена потолочная роспись в виде четырёх букетиков цветов. В бывшей спальне устроен полукруглый эркер, который имеет две высокие стеклянные двери в дубовых рамах и переплётах. По периметру потолка спальни проходит роспись в виде полихромной гирлянды цветов.

### Роспись плафонов
Большое значение в оформлении интерьеров особняка занимает живопись, выполненная А. А. Весниным. Александр страстно увлекался творчеством французских художников Поля Гогена и особенно Поля Сезанна, нидерландца Винсента ван Гога. Плафоны в интерьерах дома были расписаны им собственноручно. При работе он изучал опыт старых мастеров и новейшие направления в живописи:

Работая над плафоном, я ставил своей целью изучить живопись старых мастеров — Тициана, Тинторетто, Веронезе, Греко — их цветовые композиции и композиции форм для того, чтобы более вооружённым перейти к работе над проблемой новой живописи. Я тогда уже любил Сезанна и Пикассо, работал над новой живописью в мастерской художника В. Е. Татлина.— А. А. Веснин.

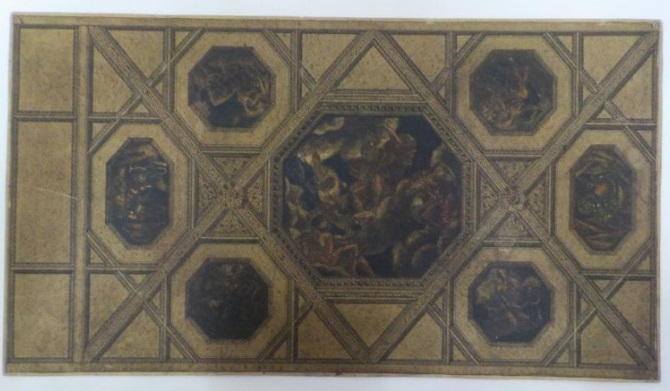
Эскиз росписи плафонов (1914)

Росписи предполагалось выполнить вместе с Владимиром Татлиным, но в январе 1915 года Александр писал старшему брату, отбывшему на фронт, что окончательно решил выполнить работу самостоятельно, так как Татлин не проявлял никакого интереса к росписи, увлёкшись подготовкой к футуристической выставке в Санкт-Петербурге. Писались сюжеты плафонов в новой мастерской Весниных в Москве в доме № 12 по Денежному переулку. Огромные холсты подвешивались на шнурках, Александр писал маслом, а когда краска подсыхала, их скручивали в рулоны на катушки большого диаметра и в таком виде переправляли в Нижний Новгород. Александр Веснин не успел полностью воплотить свой замысел, так как в 1916 году был мобилизован для прохождения военной службы. Осталась невыполненной роспись огромного плафона главного зала, сохранившаяся только в виде подготовленного эскиза. Она представляла собой многофигурную композицию, с аллегорическим изображением реки Волги и её притоков.
Выполненные панно восьмиугольной формы с изображением фигур, чередовавшиеся с обрамлёнными тягами отрезками потолка, заняли среднюю часть плафона. За основу были взяты сюжет и формы Тинторетто, но исполнены они были в духе современных на тот момент живописных изысканий. В столовой были установлены семь различных по размерам и пропорциям восьмиугольных плафонов. На центральном символически изображены стихии, на четырёх угловых — времена года, на боковых — дары природы. В исполнении ощущалось влияние творчества Сезанна.

### Деревянная спальня Д. В. Сироткина
По желанию заказчика в каменный объём особняка был включён деревянный сруб с русской лежанкой, так как Д. В. Сироткин был старообрядцем и предпочитал деревянные строения для собственного проживания. Изначально история о том, что внутри особняка была поставлена «русская изба» бытовала как городская легенда, однако в 1993 году, в ходе натурных изысканий, действительно было установлено, что южная и западная часть стен в спальне выполнены в смешанной строительной технике — простенки между окнами заполнены бревенчатыми лафетами. В конструкциях пола в мужской и женской половинах были обнаружены кирпичные основания от печей-лежанок, наподобие находившихся в старинных русских жилищах. Таким образом, легенда о бревенчатом срубе в апартаментах купца-старообрядца нашла своё подтверждение. В советское время бревенчатые стены спальни были оштукатурены.

### Флигель
Вместе с особняком было выстроено двухэтажное каменное здание флигеля. В 1972 году к нему пристроили новый трёхэтажный объём из силикатного кирпича, позже оштукатуренный, который сегодня используется под нужды музея.

### Ограда с кованой решёткой

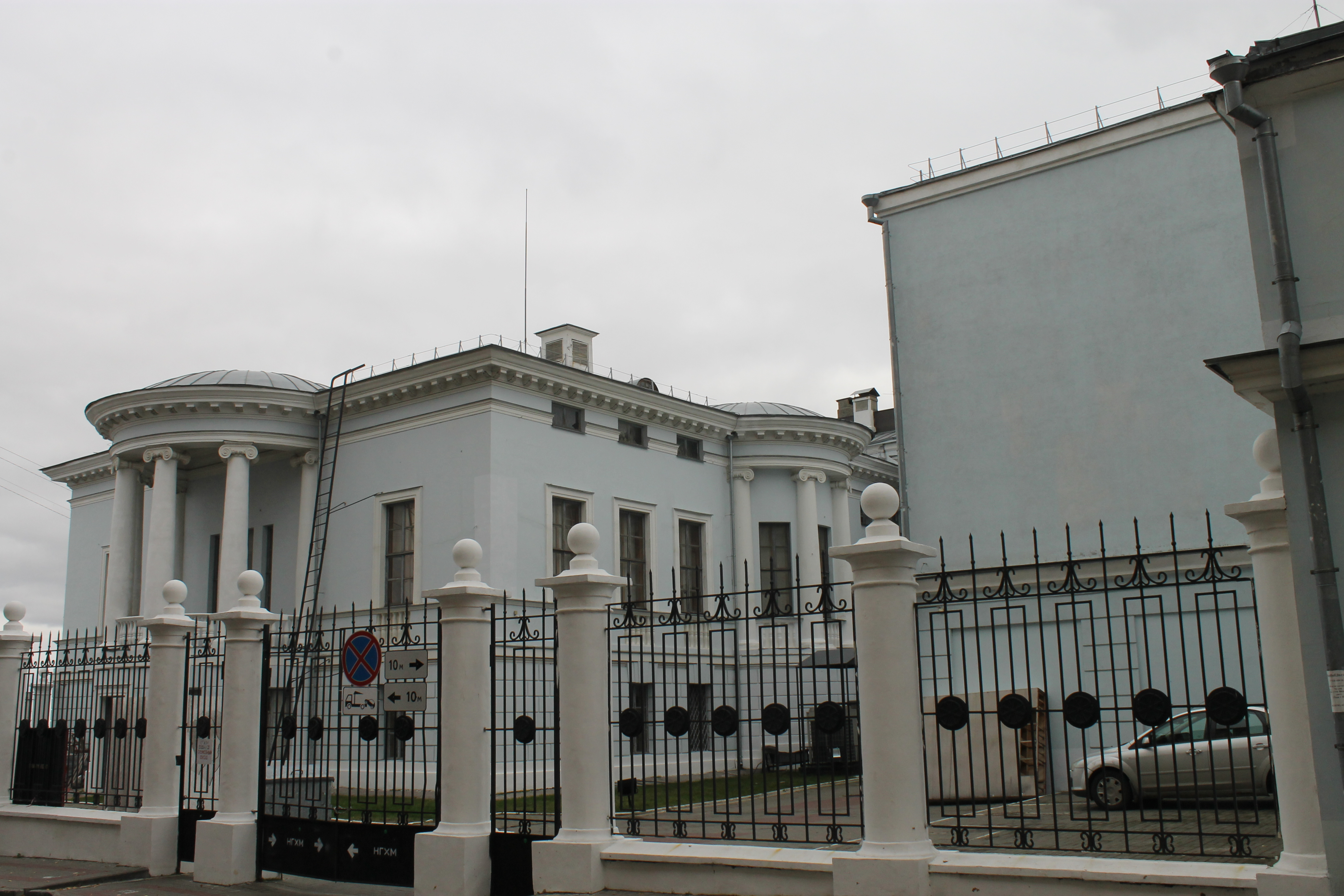
Комплекс усадьбы со двора, обнесённого оградой

Территория участка усадьбы от здания до угла с Музейным переулком и вдоль него имеет ограду из чугунного литья со строгим рисунком в виде вытянутых рамок, по оси которых расположены круглые чугунные розетки с орнаментом. Ажурная ограда чередуется с оштукатуренными кирпичными круглыми в плане столбиками-колоннами, вверху перекрытыми квадратными плинтами, увенчанными шарами.
Столбы являются историческими, они были возведены вместе с особняком. Изящная решётка в стиле классицизма, из-за наступившей Первой мировой войны, не была выполнена. Её заменили на глухие деревянные заборы, которые простояли почти 90 лет. Только при реставрации в 2004 году деревянные щиты были демонтированы и заменены на металлическую решётку, выполненную по оригинальным эскизам.

## Оценки
Дом Сироткина считается одним из характерных и ярчайших образцов русского неоклассицизма начала XX века. В 1940 году искусствовед Михаил Ильин в статье для журнала «Архитектура СССР» писал, что особняк можно назвать самым значительным произведением в раннем творчестве братьев Весниных: в архитектурном решении здания зодчие сделали первый серьёзный шаг вперёд, окончательно порвав с традицией так называемой «фасадной» архитектуры, обратившись к ампиру — стилю, в котором акцент ставился именно на чёткости построения архитектурной формы в пространстве. Особняк Сироткина не был похож на современные ему неоклассические и неоампирные работы архитекторов Щуко, Фомина и Жолтовского: проект не копировал палладианские постройки и русский классицизм, в его деталях не чувствовалось стилизации «под старину». Отмечая изящность архитектуры особняка, органичность формы и композиции, строгость линий и скромный корректный декор, Михаил Ильин приходил к выводу, что «всё это заставляет считать этот дом одним из лучших произведений дореволюционного зодчества».
В поздних исследованиях архитектура особняка трактовалась несколько иначе; проводилась уже прямая связь стиля здания с русским классицизмом и традициями палладинства. При этом неизменно высоко оценивались художественные качества памятника архитектуры. Архитектор-реставратор Александр Чиняков писал, что в архитектуре особняка Веснины очень тонко поработали с традициями русского классицизма, передав наиболее характерные черты стиля и во внешнем, и во внутреннем облике здания. Отмечая, что особняк «привлекает внимание гармоничной соразмерностью своих пропорций, простотой и благородством архитектурного облика», Чиняков относил работу к лучшим образцам предреволюционной архитектуры. Искусствовед Селим Хан-Магомедов описывал здание как яркий пример ретроспективизма, построенный «в лучших традициях палладианства и русского классицизма». Доктор архитектуры Ольга Орельская отмечала, что благодаря высоким художественным свойствам дом Сироткина является «одним из значительных произведений дореволюционной русской архитектуры» и относится к лучшим произведениям русского неоклассицизма 1910-х годов в России.